# Riarrangiamento di Chan
Il riarrangiamento di Chan è una reazione chimica che comporta una riorganizzazione di un acilossi acetato (1) in presenza di una base forte a un 2-idrossi-3-cheto-estere (2).
Questa procedura è stata riscoperta e utilizzata nella sintesi totale del taxolo di Holton.

## Meccanismo della reazione
Il ponte metilene nel reagente con i sostituenti carbonile e acetile adiacenti è acido e può essere deprotonato da basi forti non-nucleofile come ad esempio il litio tetrametilpiperidina o il litio diisopropilammide (LDA) come in una normale reazione aldolica. L'enolato formatosi produce una sostituzione nucleofila acilica con l'adiacente carbonile del gruppo acetile attraverso un ossirano come intermedio di breve durata. Il prodotto acido libera il gruppo ossidrilico libero.